# Олійник Вадим Анатолійович
Вадим Анатолійович Олійник (нар. 19 березня 1988, с. Нелипівці, Чернівецька область), також відомий як Oleynik — український співак.

## Життя і творчість
У 2008 році Олійник разом з Володимиром Дантесом переміг в українському співочому талант-шоу «Фабрика Зірок-2», де продюсером була Наталія Могилевська.
Пізніше дует брав участь у «Фабриці Зірок. Суперфінал» і у «Фабриці Зірок Росія-Україна».
Також хлопці брали участь в таких екстремальних проєктах як «Жорстокі ігри» в Аргентині, де Вадим виграв відбірковий тур і в фіналі поступився місцем Дантеса, і «Великі перегони» в Іспанії.
У квітні 2015 року Вадим покинув дует «ДіО.фільми» і розпочав свій сольний проєкт Oleynik.
На початку грудня 2016 року вийшов кліп на нову пісню «Остановись», режисером якого стала Даша Ши, а головною героїнею — фіналістка шоу «Супер Модель по-українськи» Дар'я Майстренко.
Також у 2016 році Олійник був номінантом «Прорив року» премії M1 Music Awards.
У березні 2017 відбулася прем'єра пісні «Зажигать молодым» — заголовного треку однойменного альбому якого відбувся 2 травня 2017 року, а в кліпі головну роль зіграла акторка Катя Кузнєцова.

## Інша діяльність
Протягом 7 років Вадим є учасником ФК Маестро — клубу представників шоу-бізнесу України.
У 2013 році в складі збірної України з футболу їздив на Чемпіонат світу з футболу серед артистів і представників мас-медіа, де Україна посіла 5 місце.
Олійник активно підтримує молодь, яка займається спортом, бере активну участь в тренувальному процесі в Іспанській академії футболу, допомагаючи тренеру керувати тренувальним процесом.
У 2015 році Олійник став обличчям і натхненником бренду PODOLYAN, в березні 2016 він дебютував в ролі моделі і відкривав показ бренду в рамках Українського тижня моди.